# 榆辽战役
榆辽战役是指1940年9月至10月百团大战第二阶段期间，八路军第129师等部，在山西省榆社、辽县地区对日军的进攻战役。造成日军伤亡近1000人。

## 背景
从山西阳泉南下，经过平定、和顺、辽县到达榆次的公路是日军突入太行山根据地最长的一条公路，其中榆次到辽县路段全长45公里，沿线有日军8个据点，由日军第四混成旅团池边大队主力守备。

## 经过
1940年9月23日23时，榆辽战役打响，八路军两次强攻未果。24日上午，386旅团营主官逼近侦察，确定了各团、营的攻击位置，并按碉堡和枪眼数量逐一定位山炮、机关炮等轻重火器打击点。此后，各部连克沿壁、王景、小岭底、铺上，继而铲平石匣、管头敌据点，整个榆辽公路被彻底破坏，守敌大部被歼。至10月1日黄昏，第129师按照八路军总部的命令，结束榆辽战役。这次战役，八路军共歼灭日军一千余人，收复县城1座，攻克敌人据点多处。